# Nhà nước Hồi giáo Iraq và Levant
Nhà nước Hồi giáo Iraq và Levant (tiếng Ả Rập: الدولة الإسلامية في العراق والشام, chuyển tự: ad-Dawlah al-Islāmiyah fī 'l-ʿIrāq wa-sh-Shām, viết tắt: Da'ish hoặc Daesh, viết tắt theo tiếng Anh: ISIL); còn được biết đến với tên gọi Nhà nước Hồi giáo Iraq và Syria (ISIS) hay Nhà nước Hồi giáo (IS) – là một nhóm chiến binh Jihad, gồm các tay súng Hồi giáo cực đoan dòng Sunni cầm đầu các hoạt động không được công nhận ở Iraq và Syria. Trong tình trạng tự xưng và không được công nhận là một nhà nước độc lập, tổ chức này tuyên bố lãnh thổ của chúng bao gồm Iraq và Syria, với dự định tuyên bố lãnh thổ trong tương lai bao trùm cả khu vực Levant – tức cả Liban, Palestine, Israel, Jordan, Syria, Síp và nam Thổ Nhĩ Kỳ.

## Lịch sử
Tổ chức này tự xưng là Nhà nước Hồi giáo Iraq và Levant (ISIL) vào ngày 29 tháng 6 năm 2014 đã tuyên bố thành lập một Khalifah (nhà nước Hồi giáo) trên lãnh thổ chiếm đóng của mình, Người lãnh đạo Abu Bakr al-Baghdadi tự cho mình là một Khalip. Tuy nhiên ở các nước Hồi giáo khác, tổ chức này hầu như không được chấp nhận là một Nhà nước có chủ quyền.
Nhiều nguồn tiếng Việt dùng tên Nhà nước Hồi giáo (Islamic State, viết tắt theo tiếng Anh: IS) – tên do nhóm chiến binh này đặt ra vào ngày 29 tháng 6 năm 2014 – nhưng danh xưng này bị chỉ trích mạnh mẽ, bị Liên Hợp Quốc, nhiều chính phủ các quốc gia và các nhóm Hồi giáo chính thống từ chối sử dụng.
Tổ chức này được thành lập vào những năm đầu của cuộc chiến tranh Iraq (2003) và cam kết trung thành với al-Qaeda vào năm 2004. Nhóm này được hỗ trợ bởi một loạt các nhóm nổi dậy, trong đó bao gồm tổ chức tiền thân của nó, Hội đồng Mujahideen Shura,Al-Qaeda ở Iraq (AQI), Jaysh al-Fatiheen, Jund al-Sahaba, Katbiyan Ansar Al-Tawhid wal Sunnah, Jeish al-Taiifa al-Mansoura. Từ khoảng giữa năm 2013 ISIL và al-Qaeda đã có những tranh chấp với nhau. Vào tháng 2 năm 2014, sau 8 tháng tranh giành quyền lực, al-Qaeda đã cắt đứt mọi liên hệ với nhóm này.

### Bành trướng

Vùng bị Nhà nước Hồi giáo ISIS chiếm đóng (màu đỏ).